# Mehringdamm (metropolitana di Berlino)
La stazione di Mehringdamm è una stazione della metropolitana di Berlino, posta all'incrocio delle linee U6 e U7.

## Storia
Inaugurata col nome di Belle-Alliance Strasse nel 1924, fu costruita da Alfred Grenander e in seguito rinnovata da R.G.Rümmler. Nel 1946 la stazione fu rinominata Franz-Mehring-Strasse, in onore del politico omonimo. Solo un anno dopo la stazione viene ribattezzata col nome odierno; i passeggeri possono passare dalla U6 alla U7 utilizzando la medesima banchina.

## Interscambi
- Fermata autobus